# أوتي (الهند)
أوتي (باللغة التاميلية: உதகமண்டலம்، وتُعرف رسميًا باسم أوداجاماندالام، وتُعرف بالإنجليزية أيضًا بـ Ootacamund، وتُختصر إلى أوداجاي) هي بلدة وبلدية تقع في مقاطعة نيلغيري بولاية تاميل نادو الهندية. تبعد حوالي 86 كيلومترًا شمال غرب كويمباتور، وهي مقر مقاطعة نيلغيري. تقع البلدة في تلال نيلغيري وتُعرف بلقب "ملكة محطات التلال"، وهي وجهة سياحية شهيرة.
في الأصل، كانت المنطقة مأهولة من قبل شعب تودا قبل أن تخضع لحكم شركة الهند الشرقية في القرن الثامن عشر. وأصبحت لاحقًا العاصمة الصيفية لرئاسة مدراس في عهد البريطانيين. يعتمد اقتصاد البلدة على قطاع الضيافة الذي يخدم السياحة، بالإضافة إلى الزراعة. وترتبط البلدة بالسهول عبر طرق الغات في نيلغيري وسكك حديد جبل نيلغيري.

## أصل التسمية
كانت المنطقة تُعرف في السابق باسم أوتاكال ماندو (Ottakal Mandu), حيث تعني أوتا-كال "حجر واحد" باللغة التاميلية، في إشارة إلى حجر مقدس يقدسه شعب تودا المحلي، بينما تعني كلمة ماندو (Mandu) "قرية" في لغة التودا. تطور هذا الاسم لاحقًا ليصبح أوداجاماندالام، والذي تم تحريفه لاحقًا ليصبح أوتاكاماند (Ootacamund) خلال فترة الحكم البريطاني، حيث أُخذ الجزء الأول (أوتاكا) من اسم المنطقة المحلي، بينما الجزء الثاني (ماند) مأخوذ من كلمة ماندو التودية بمعنى "قرية".
يُذكر أن أول إشارة مكتوبة معروفة لهذه المنطقة وردت باسم Wotokymund في رسالة مؤرخة في مارس 1821، أرسلها مراسل مجهول إلى مدراس جازيت. لاحقًا، تم اختصار Ootacamund إلى Ooty. تقع أوتي في تلال نيلغيري، التي تعني "الجبال الزرقاء"، وهي تسمية جاءت من زهرة كورونجي (Kurunji) التي كانت تُكسب سفوح التلال لونًا مزرقًا.

## التاريخ
تُعد جبال نيلغيري من أقدم المناطق المذكورة في الأدب التاميلي، حيث ورد ذكرها في الملحمة التاميلية القديمة سيلاباتيكرام من القرن الخامس أو السادس الميلادي. وكانت هذه المنطقة موطنًا لعدة قبائل مثل باداغا وتودا وكوتا وإيرولا وكورومبا.
خضعت نيلغيري في فترات مختلفة لحكم الممالك التاميلية الثلاث: التشيرا والتشولا والباندياس.
تُذكر قبيلة التودا في سجل للملك فيشنوفاردانا من سلالة هويسالا وقائده بونيسا، يعود تاريخه إلى عام 1117 ميلادي. كما تعاقبت على حكم المنطقة سلالات أخرى مثل بالافا وساتافاهانا وغانغا الغربية وكادامبا وراشتراكوتا وهويسالا وإمبراطورية فيجاياناغارا.
في القرن الثامن عشر، استولى تيبو سلطان على المنطقة، ثم آلت السيطرة إلى شركة الهند الشرقية البريطانية في عام 1799. وأُلحقت المنطقة بعد ذلك بمنطقة كويمباتور ضمن رئاسة مدراس.

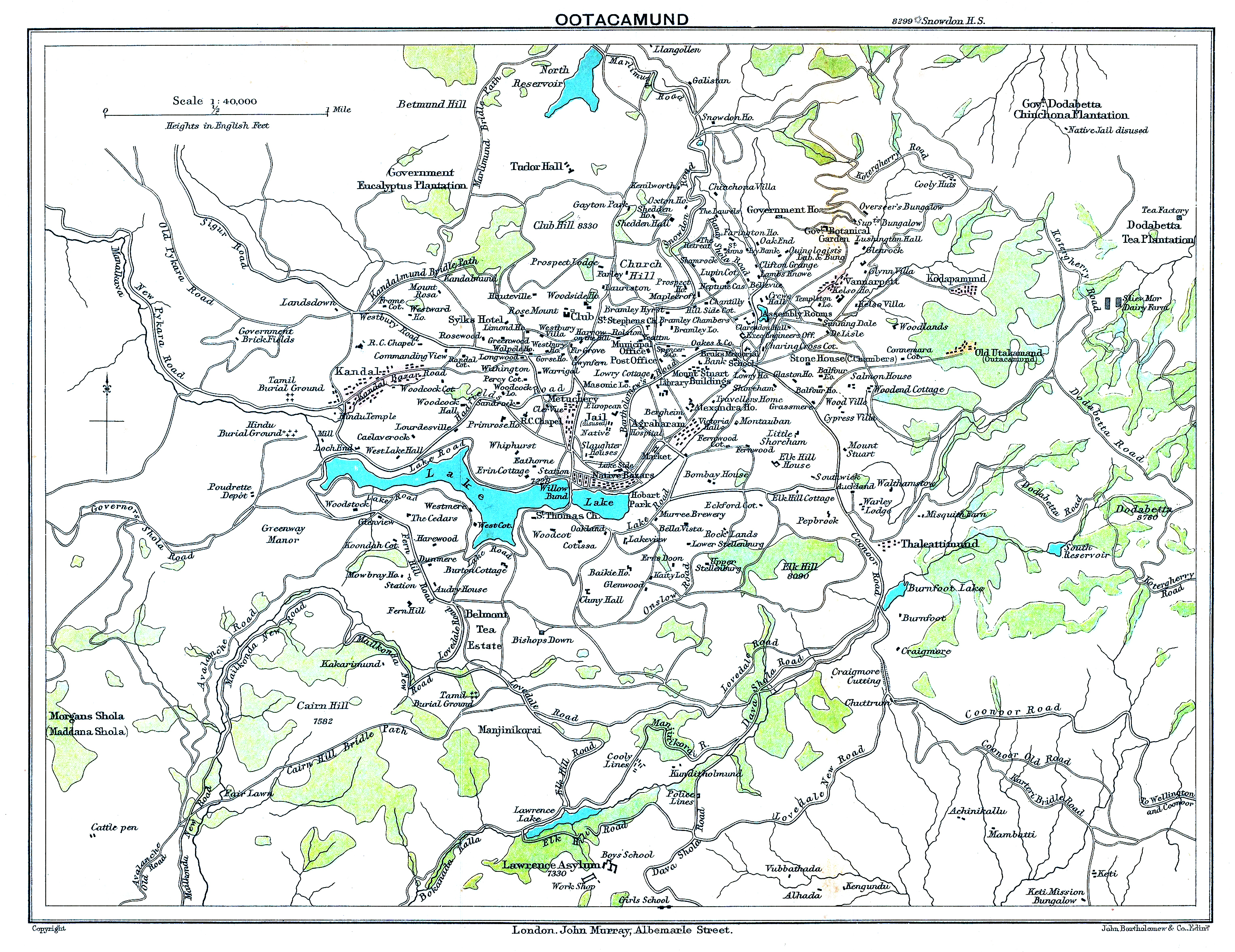
خريطة أوداجاماندالام عام 1903

في عام 1818، زار كل من J. C. Whish وN. W. Kindersley، مساعدا جون سوليفان، منطقة كوتاجيري القريبة وأشارا إلى إمكانية استخدام المنطقة كمنتجع صيفي. أسس سوليفان مقر إقامته هناك وأبلغ مجلس الإيرادات في 31 يوليو 1819. كما بدأ العمل على إنشاء طريق من سيروموجاي اكتمل في مايو 1823 وامتد حتى كونور بين عامي 1830–1832. بحلول عام 1827، أصبحت أوتي مصحة صحية لرئاسة مدراس وتم تطويرها بتوجيه من الحاكم ستيفن رامبولد لوشينغتون. تم إنشاء الحديقة النباتية الحكومية على مساحة 51 فدانًا في عام 1842، وتأسست مكتبة في عام 1959.
في عام 1866، أصبحت أوتي بلدية، وشهدت تحسينات في البنية التحتية مثل الطرق والصرف الصحي وإمدادات المياه من خزانات مارليموند وتايغر هيل من خلال قروض حكومية. في أغسطس 1868، فُصلت نيلغيري عن منطقة كويمباتور، وعُين جيمس ويلكينسون بريكس أول مفوض لها. وفي 1 فبراير 1882، أصبحت نيلغيري مقاطعة، وتولى ريتشارد ويلسلي بارلو منصب أول جامع لها. بحلول أوائل القرن العشرين، تطورت أوتي لتصبح محطة تلال مزدهرة، تضم بحيرة صناعية وحدائق متنوعة وهياكل دينية ومرافق رياضية للبولو والغولف والكريكيت. وكانت بمثابة العاصمة الصيفية لرئاسة مدراس وملاذًا للمسؤولين البريطانيين.
بعد الاستقلال، تطورت البلدة إلى منتجع ترفيهي شهير، وأصبحت منطقة ويلينغتون المجاورة مقرًا لـكلية خدمات الدفاع التابعة لـالجيش الهندي.

## الجغرافيا

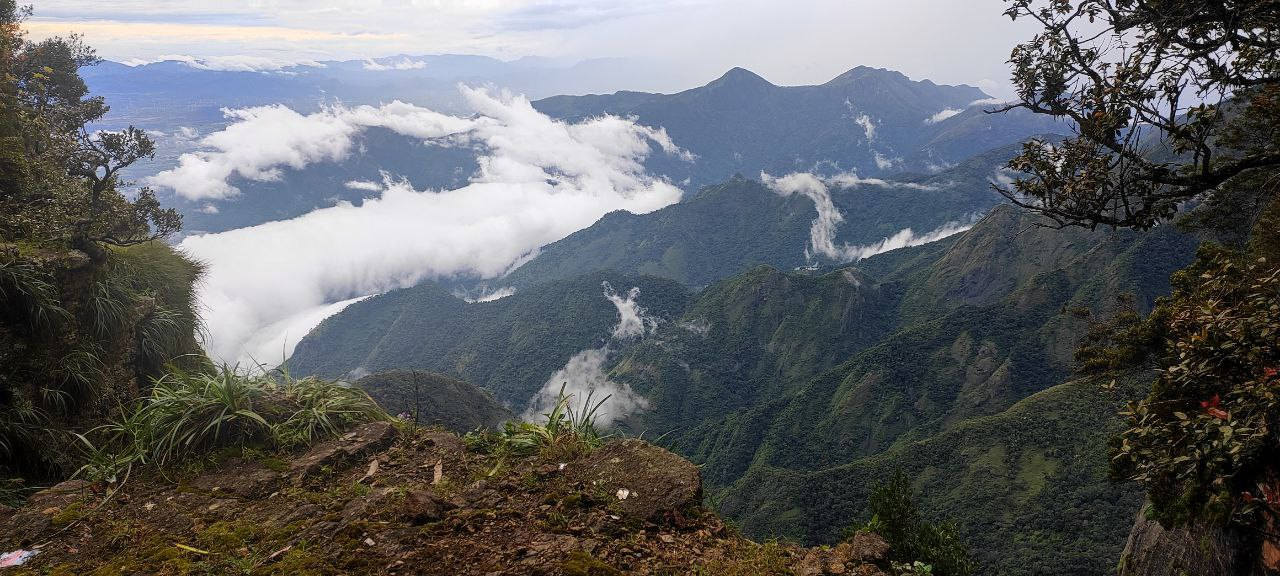
تقع أوتي في تلال نيلغيري

تقع أوتي ضمن تلال نيلغيري، وهي جزء من غاتس الغربية ضمن محمية نيلغيري للمحيط الحيوي. يفصلها عن ولاية كارناتاكا المجاورة من الشمال نهر موير، وعن تلال أنايمالاي وتلال بالاني من الجنوب بفجوة بالغات. تقع البلدة على ارتفاع يبلغ حوالي 2240 مترًا فوق مستوى سطح البحر. وتبلغ مساحتها الإجمالية حوالي 30.36 كيلومترًا مربعًا. وتُعد قمة دودابيتا أعلى نقطة في نيلغيري بارتفاع يصل إلى 2623 مترًا، وتبعد حوالي 10 كيلومترات عن أوتي.
تُعد بحيرة أوتي بحيرة صناعية تم إنشاؤها عام 1824، وتغطي مساحة قدرها 65 فدانًا. أما نهر بيكارا، الذي يبعد حوالي 19 كيلومترًا عن أوتي، فينبع من قمة موكورثي ويتدفق عبر مجموعة من الشلالات، حيث يبلغ ارتفاع آخر شلالين منه 55 مترًا و61 مترًا ويُعرفان بشلالات بيكارا. يقع سد كاماراج ساجار على بعد حوالي 10 كيلومترات من أوتي. تضم المنطقة أيضًا بحيرات أخرى مثل بحيرة إميرالد وبحيرة أفالانش وبحيرة بورثيموند.

## المناخ
تتميز أوتي بمناخ المرتفعات شبه الاستوائي (Cwb) وفقًا لتصنيف مناخ كوبن. وبسبب ارتفاعها الشاهق، تكون درجات الحرارة في أوتي عمومًا أقل من المناطق المجاورة؛ حيث يتراوح المتوسط في الصيف بين 10 إلى 25 درجة مئوية، وفي الشتاء بين 0 إلى 21 درجة مئوية. سُجلت أعلى درجة حرارة على الإطلاق عند 28.5 درجة مئوية، وأدنى درجة حرارة عند -5.1 درجة مئوية.
تتلقى البلدة كميات كبيرة من الأمطار خلال موسمي الرياح الموسمية الجنوبي الغربي والشمالي الشرقي، ويبلغ متوسط الهطول السنوي حوالي 1100 ملم.

## التنوع البيولوجي والحياة البرية

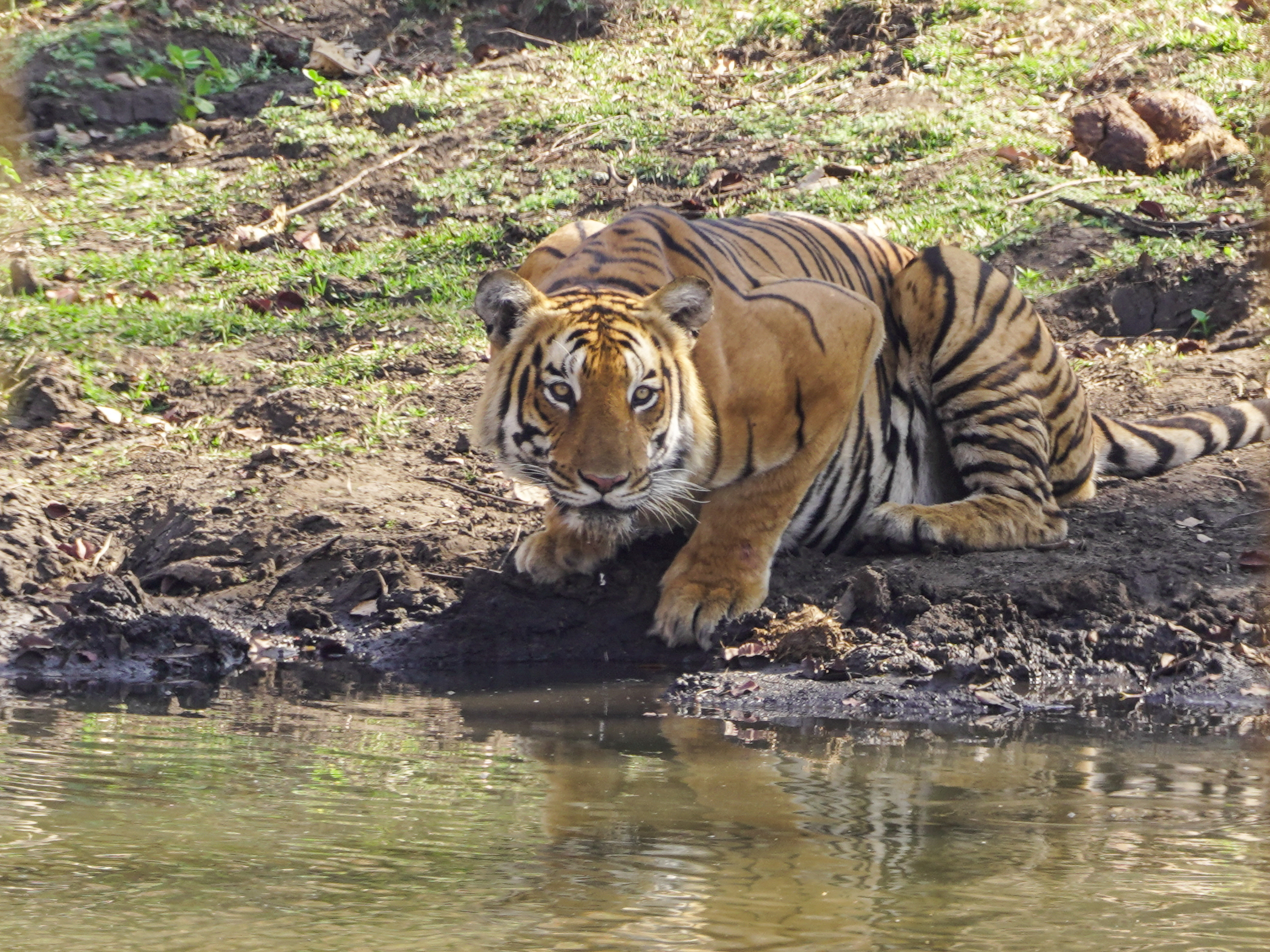
نمر بنغالي في حديقة مودومالاي الوطنية

تُعد أوتي جزءًا من محمية نيلغيري للمحيط الحيوي، وهي أكبر منطقة غابات محمية في الهند. أُعلنت هذه المنطقة محمية في عام 1986 وهي جزء من برنامج الإنسان والمحيط الحيوي التابع لليونسكو.
تضم المنطقة حديقة مودومالاي الوطنية ومحميتها للنمور على بعد حوالي 31 كم شمال غرب أوتي. تأسست هذه الحديقة عام 1940، وكانت أول محمية للحياة البرية في الهند.

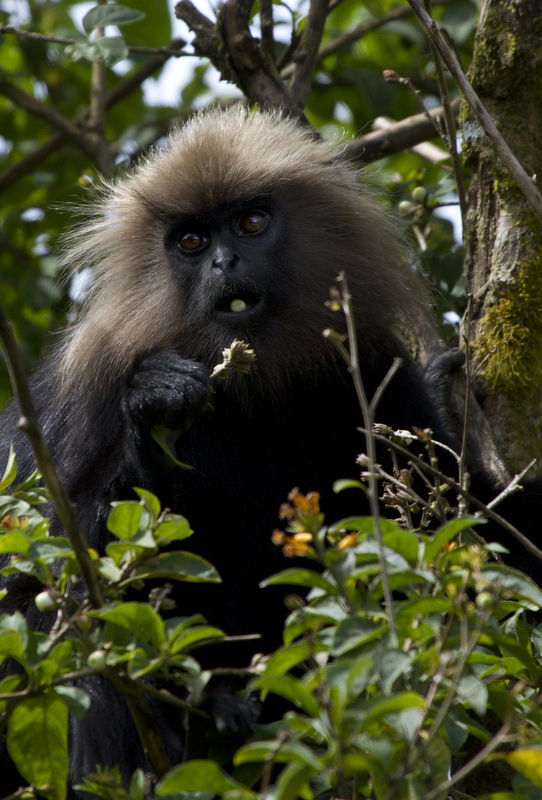
لانغور نيلغيري من الأنواع المهددة بالانقراض، ويوجد فقط في هذه المنطقة

تُعد المنطقة جزءًا من منطقة غابات الأمطار الجبلية في غاتس الغربية الجنوبية. وتضم آلاف الأنواع النباتية، بما في ذلك النباتات الطبية والنباتات المزهرة المستوطنة. تنمو أشجار دائمة الخضرة قصيرة القامة في غابات شولا فوق ارتفاع 1800 متر، وتعلق بها نباتات متطفلة.
كانت النباتات الأصلية تتكون من المروج والأراضي العشبية على سفوح التلال، مع غابات شولا في الوديان. ومع وصول البريطانيين، زُرعت أنواع دخيلة مثل الصنوبر والأكاسيا والكافور، إلى جانب مزارع الشاي، مما أدى إلى هيمنتها على الغطاء النباتي الأصلي.
تضم المنطقة واحدة من أكبر تجمعات النمر البنغالي، ويُعد الفيل الهندي أكبر الثدييات في المنطقة. أما الغور فهو أكبر ظباء في المنطقة، ويوجد عادة في المراعي قرب مصادر المياه. تشمل الأنواع الكبيرة الأخرى الفهد الهندي والدب الكسلان.
تشمل الثدييات الأصغر القط البري والقط المرقط الصدئ والقطط البرية الأخرى، إضافة إلى الكلاب البرية، ابن آوى الذهبي، والقضاعات، وغيرها. تعيش في المنطقة أيضًا أنواع متنوعة من القرود مثل لانغور نيلغيري المهدد بالانقراض، ماكاك بونيت ولانغور رمادي. كما يُعد تاهر نيلغيري من الأنواع المستوطنة والمهددة بالانقراض وهو الحيوان الرسمي لولاية تاميل نادو.
في المنطقة أيضًا أكثر من 200 نوع من الطيور.

## السكان
وفقًا لتعداد عام 2011 في الهند، بلغ عدد سكان أوداجاماندالام 88,430 نسمة، بنسبة 1,053 أنثى لكل 1,000 ذكر، وهي نسبة تفوق المعدل الوطني البالغ 929. كان عدد الأطفال دون سن السادسة 7,781 (3,915 ذكور و3,866 إناث). بلغت نسبة الطوائف المقررة والقبائل المقررة 28.98% و0.30% على التوالي من إجمالي السكان.
بلغ متوسط نسبة الأمية في المدينة 90.2%، وهو أعلى من المتوسط الوطني البالغ 72.99%.
تضم المدينة 23,235 أسرة. وبلغ عدد العمال 35,981، منهم 636 مزارعًا، و5,194 من عمال الزراعة، و292 يعملون في الصناعات المنزلية، و26,411 من العاملين الآخرين، و3,448 من العمال الهامشيين، و65 مزارعًا هامشيًا، و828 من عمال الزراعة الهامشيين، و56 يعملون في الصناعات المنزلية الهامشية، و2,499 من العمال الهامشيين الآخرين.
وفقًا للتعداد الديني لعام 2011، كان 64.36% من السكان هندوس، و21.25% مسيحيون، و13.37% مسلمون، و0.03% سيخ، و0.3% بوذيون، و0.4% جينيون، و0.28% أتباع ديانات أخرى، و0.02% لم يصرحوا عن ديانتهم أو لم يحددوا أي ديانة.
تُعد اللغة التاميلية هي اللغة الرسمية في أوداجاماندالام. ومن اللغات الأصلية الأخرى في نيلغيري: لغة باداغا، بانية، إيرولا وكورومبا. وبسبب قربها من ولايتي كيرلا وكارناتاكا وكونها وجهة سياحية، تُستخدم أيضًا المالايالامية والكانادية واللغة الإنجليزية.
ووفقًا لتعداد عام 2011، كانت اللغات الأكثر تحدثًا في منطقة أوداجاماندالام هي التاميلية (88,896 ناطقًا)، تليها لغة باداغا (41,213 ناطقًا)، ولغة الكانادا (27,070 ناطقًا).

## الإدارة والسياسة
تُعد أوتي مقرًا إداريًا لمنطقة نيلغيري. وهي جزء من دائرة أوداجاماندالام الانتخابية التي تقع ضمن دائرة نيليغيري في البرلمان الهندي.
تُدار البلدة من قبل بلدية أوداجاماندالام التي أُسست في عام 1866. وتقسم المدينة إلى 36 دائرة.
تتولى البلدية مسؤولية خدمات المياه، والتخلص من مياه الصرف الصحي، وصيانة البنية التحتية العامة.

## الاقتصاد

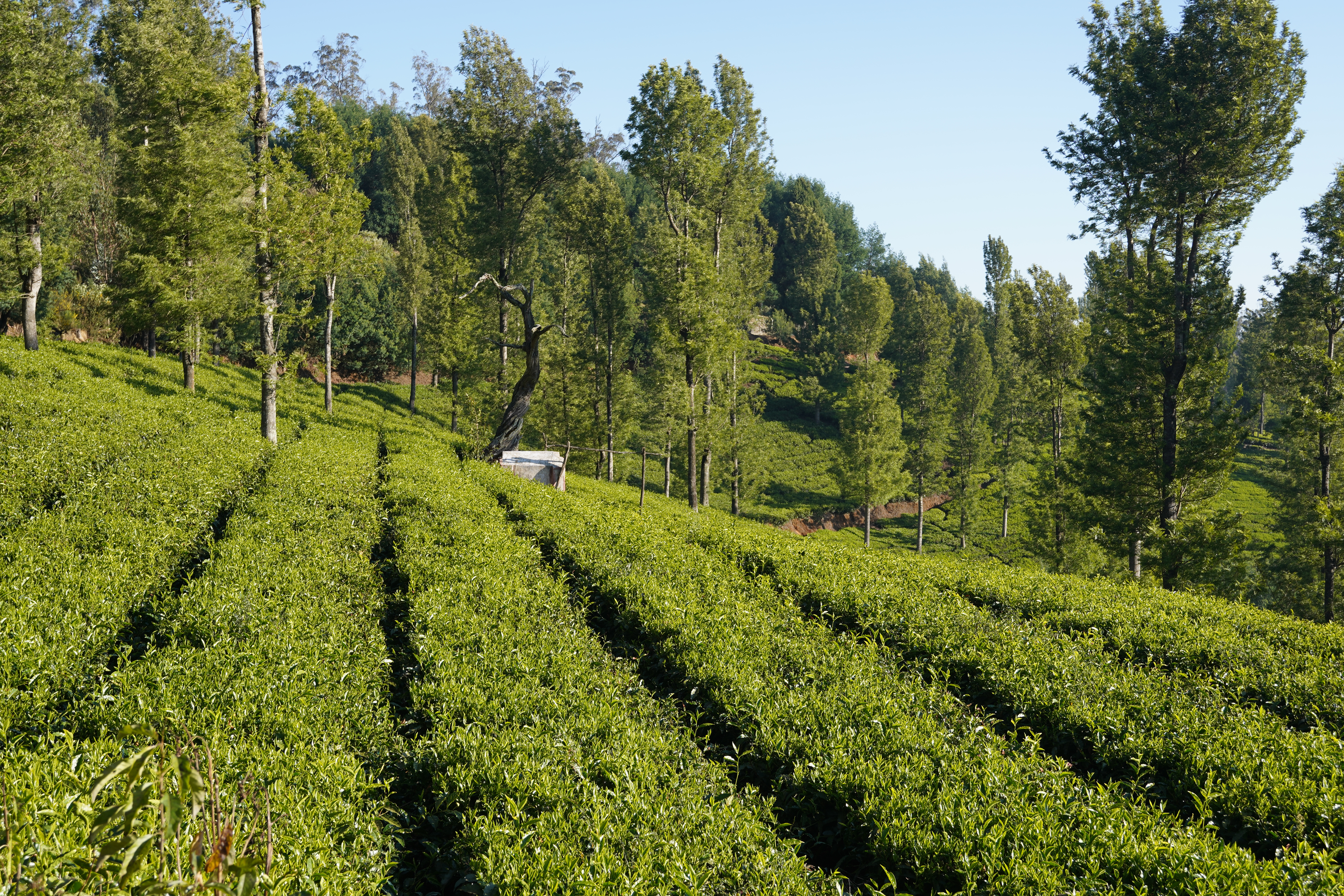
مزارع الشاي في أوتي

تُعد أوتي سوقًا رئيسيًا للمنطقة المحيطة بها، والتي لا تزال تعتمد بشكل كبير على الزراعة. من الخضروات المزروعة بطاطس، جزر، ملفوف وقرنبيط، وتشمل الفواكه المزروعة خوخ، برقوق، كمثرى وفراولة.
يُقام مزاد جملة يومي لبيع هذه المنتجات في سوق بلدية أوتي.
تُمارس تربية الألبان في المنطقة منذ زمن طويل، وتوجد بها جمعية تعاونية لإنتاج جبن ومسحوق الحليب منزوع الدسم. كما يُمارس زراعة الزهور وتربية دودة القز، إلى جانب زراعة الفطر. وتُعرف المنطقة بزراعة الشاي، إذ يُعد شاي نيلغيري نوعًا من الشاي الأسود المميز للمنطقة.
تأسس معهد العلوم البيولوجية البشرية في عام 1999، ويُعنى بإنتاج لقاحات. وتشمل الصناعات الأخرى القريبة من أوتي: تصنيع الإبر في كيتي وتصنيع الكوردت في أروفانكادو.

### الطرق
ترتبط أوتي بالطريق المعروف باسم طرق نيلغيري غات. وتقع على الطريق الوطني 181. تتولى البلدية صيانة الطرق في المدينة.
تُشغّل خدمات الحافلات العامة من قبل فرع كويمباتور التابع مؤسسة نقل ولاية تاميل نادو.

### السكك الحديدية

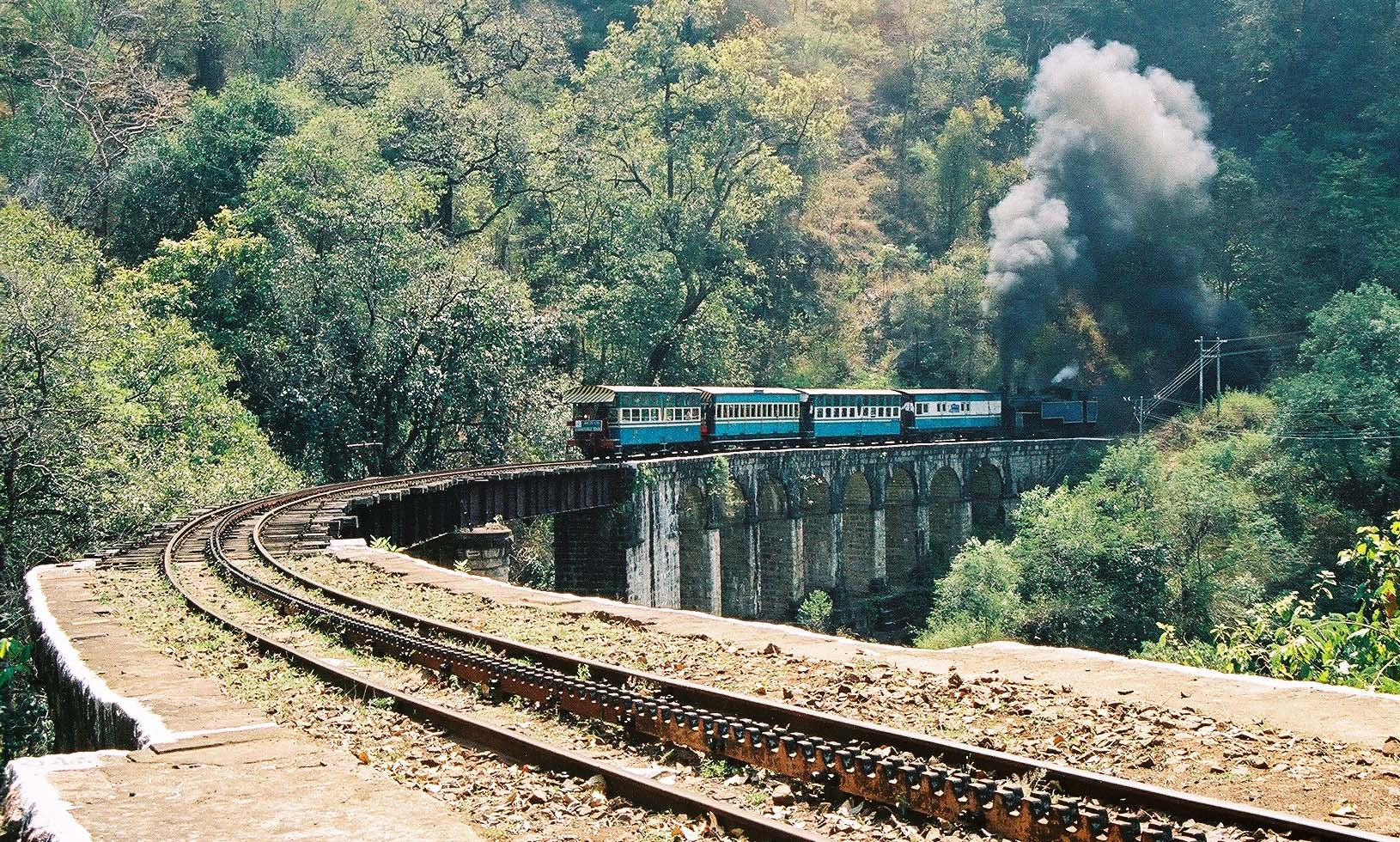
سكك حديد الجبال في نيلغيري، أحد مواقع التراث العالمي لليونسكو

سكك حديد الجبال في نيلغيري هي سكة حديد بمقياس 1000 ملم في منطقة نيلغيري، تربط بين محطة سكة حديد أوداجاماندالام ومحطة سكة حديد ميتوبالايام. تأسست شركة سكك حديد نيلغيري عام 1885، وافتتح خط ميتوبالايام – كونور أمام حركة المرور في 15 يونيو 1899. كانت السكك الحديدية تُشغل من قبل سكك حديد مدراس حتى 31 ديسمبر 1907، ثم أُحيلت إدارتها إلى سكك حديد جنوب الهند. اكتمل خط كونور – أوتي في عام 1908.
تُدار هذه السكة حاليًا من قبل منطقة السكك الحديدية الجنوبية التابعة لـسكك حديد الهند. وهي السكة الحديدية الوحيدة في الهند التي تعمل بنظام السكك المسننة، وتستخدم قاطرات بخارية خاصة بين محطة كونور وأوداجاماندالام.
في يوليو 2005، أُدرجت سكك حديد الجبال في نيلغيري كامتداد لموقع التراث العالمي لليونسكو ضمن سكك حديد الجبال في الهند.

### الجو
أقرب مطار إلى أوتي هو مطار كويمباتور الدولي، ويقع على بُعد 96 كم من المدينة. يقدّم المطار رحلات منتظمة إلى وجهات محلية رئيسية ووجهات دولية مثل الشارقة وكولومبو وسنغافورة.
تضم أوتي ثلاثة مهابط للطائرات المروحية، أحدها في Theettukal واثنان في Kodanad. ويُعد مهبط Theettukal مُعتمدًا من قبل هيئة مطارات الهند للاستخدامات الدفاعية وخدمات الشخصيات الهامة.

## التعليم
تعد كلية الآداب الحكومية، التي أُسست عام 1955، من أقدم المؤسسات التعليمية في أوتي، وهي تابعة لـجامعة بهاراتيار.
توجد أيضًا بعض الكليات الأخرى في المدينة. وتُعد المدارس الداخلية سمة مميزة لأوتي منذ عهد الراج البريطاني ولا تزال تعمل حتى اليوم، بما في ذلك بعض أغلى المدارس في الهند.

## السياحة

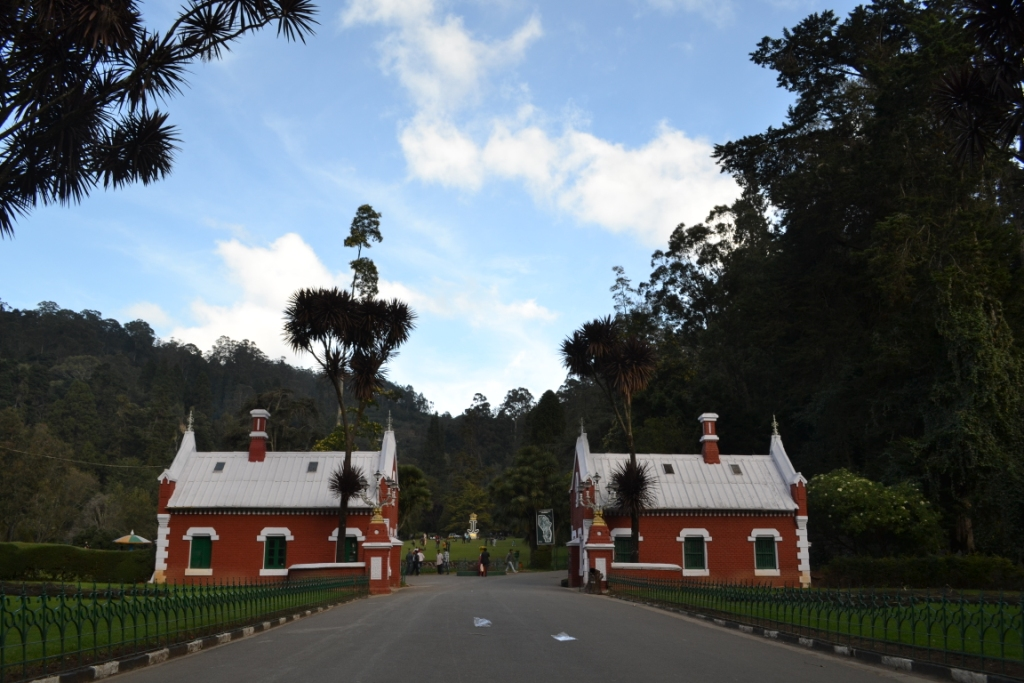
حديقة النباتات في أوتي

يوجد في أوتي بيت قوارب بجانب بحيرة أوتي يوفر خدمات القوارب للسياح ويُعد من أبرز معالم الجذب السياحي في البلدة. كما تتوفر مرافق قوارب مماثلة عند شلالات وسد بيكارا. أُنشئت الحديقة النباتية الحكومية في عام 1842، وتضم العديد من أنواع النباتات الأصلية والمستوردة، وتستضيف عرضًا سنويًا للزهور في مايو. كما تضم الحديقة شجرة متحجرة عمرها 20 مليون سنة.
تقع حديقة الورد الحكومية على منحدرات تل إلك على ارتفاع 2,200 م (7,200 قدم) وتضم أكثر من 20,000 نوع من الورود من 2,800 صنفًا، وهي أكبر حديقة ورد في الهند.
أُنشئ متنزه الغزلان عام 1986 على ضفاف البحيرة، ويُعد ثاني أعلى حديقة حيوان في الهند من حيث الارتفاع.

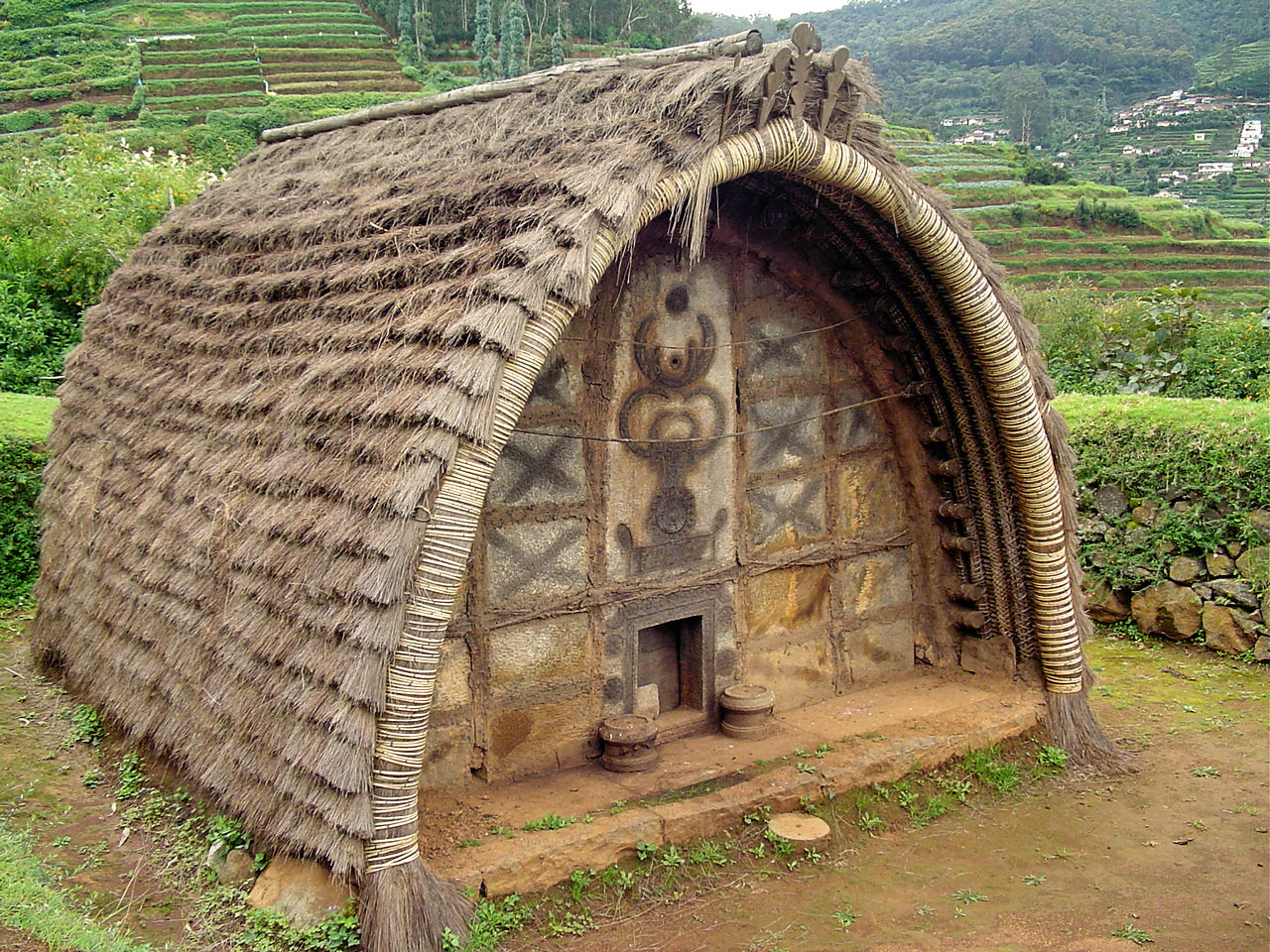
كوخ تقليدي من قبائل تودا

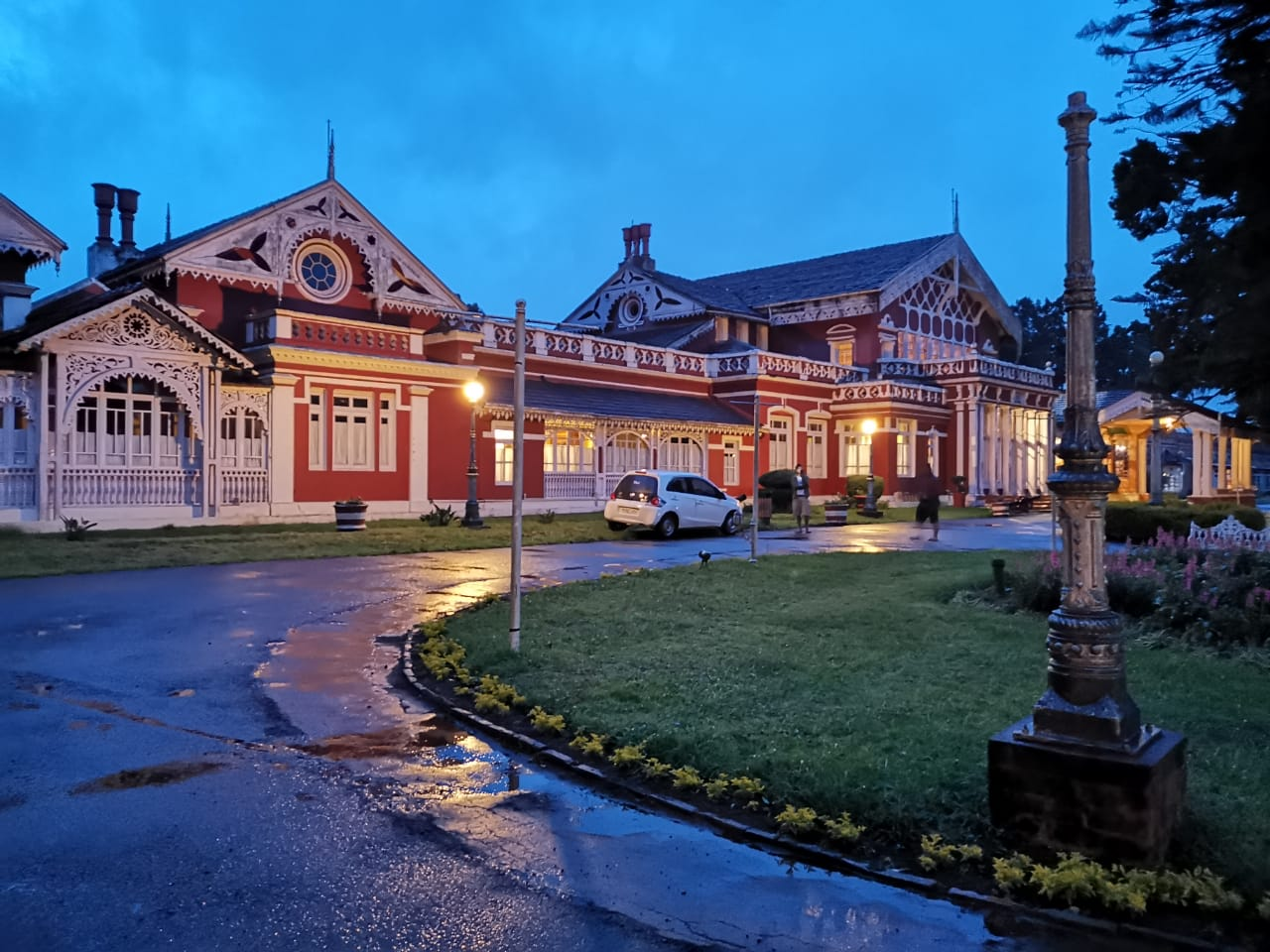
قصر فيرنهيلز

توجد بعض أكواخ تودا التقليدية على التلال فوق الحديقة النباتية.
أُنشئ متحف القبائل عام 1995 كجزء من مركز أبحاث القبائل، ويقع على بُعد 10 كم من البلدة. يعرض المتحف قطعًا أثرية نادرة وصورًا لمجموعات القبائل في تاميل نادو وجزر أندامان ونيكوبار، إلى جانب معروضات أنثروبولوجية وأثرية عن الثقافة البشرية المبكرة.
يُعتبر ستون هاوس أول بنغل يُشيد في البلدة. وتُعد كنيسة سانت ستيفن، التي بُنيت عام 1829، واحدة من أقدم الكنائس في منطقة نيلغيري. بينما تضم كنيسة سانت توماس، التي افتتحت عام 1871، العديد من القبور الشهيرة، منها قبر جوسيا جون جودوين وويليام باتريك آدم، الذي تعلوه مسلة مكرسة لـالقديس توما، وتُعد أطول هيكل في أوتي.
على مساحة تقارب 1 فدان (4,200 م2)، تعرض مصنع ومتحف الشاي في أوتي عملية صناعة الشاي والآلات المستخدمة فيها.
اكتمل بناء تلسكوب راديو أوتي عام 1970، وهو جزء من المركز الوطني لعلم الفلك الراديوي التابع لـمعهد تاتا للأبحاث الأساسية، ويموله قسم الطاقة الذرية بالحكومة الهندية.

## الرياضة والترفيه
تُعد لعبة السنوكر من ابتكارات نيفيل فرانسيس فيتزجيرالد تشامبرلين، حيث نشأت على طاولات البلياردو في نادي أوتاكاموند.
كان هناك أيضًا ملعب كريكيت تُقام فيه مباريات منتظمة بين فرق من الجيش والخدمة المدنية الهندية. كما كانت هناك اسطبلات لركوب الخيل وأماكن لتربية الكلاب في أوتي، حيث كانت كلاب الصيد تطارد عبر الريف المحيط والمروج المفتوحة في وينلوك داونز. وتُقام سباقات الخيل في حلبة سباق أوتي.
أما ملعب أوتي للجولف، فيقع على ارتفاع 7600 قدم، ويمتد على مساحة تبلغ 193.56 فدان (813,100 م2).

## في الثقافة الشعبية
يُعد أوتي فاركي من الوجبات الخفيفة الشهيرة في أوتي، وهو عبارة عن بسكويت مقرمش وهش.
شهدت البلدة تصوير العديد من الأفلام الهندية، حيث كانت موقعًا للأحداث في فيلم ديفيد لين عام 1984، طريق إلى الهند، المُستوحى من رواية إي. إم. فورستر التي تحمل الاسم نفسه.

## للقراءة الموسعة بالإنجليزية
- Weeks، Stephen (1979). Decaying splendours: two palaces: reflections in an Indian mirror. جامعة كاليفورنيا: British Broadcasting Corporation. ISBN:978-0-563-17516-2. مؤرشف من الأصل في 2023-04-07. اطلع عليه بتاريخ 2011-08-19.